# House of Bones
Pour plus de détails, voir Fiche technique et Distribution.
House of Bones est un téléfilm d’horreur américain, sorti en 2010. Le film a été écrit par Anthony C. Ferrante et Jay Frasco, et il a été réalisé par Jeffery Scott Lando. Il met en vedettes dans les rôles principaux Corin Nemec et Charisma Carpenter. Le film est sorti en DVD le 25 janvier 2011.

## Synopsis
La voyante Heather Burton (Charisma Carpenter) et une équipe de chasseurs de fantômes de la télévision voyagent pour enquêter sur une maison hantée. À leur arrivée, ils trouvent une maison inquiétante avec son propre esprit, et à la tombée de la nuit, la maison commence à tuer un par un les membres de l’équipe.

## Distribution
- Charisma Carpenter : Heather Burton, une médium
- Corin Nemec : Quentin French, l’animateur de l’émission
- Marcus Lyle Brown : Greg Fisher, un enquêteur principal
- Colin Galyean : Simon, l’autre enquêteur principal
- Ricky Wayne, Jr : Tom Rule, le producteur
- Kyle Russell Clements : Bub, l’assistant de production
- Stephanie Honoré : Sara Minor, l’agent immobilier
- Gregory Campo : Kip
- Jake Austin Walker : J.J.
- William Adam Scott : Ronny
- Joe Chrest : Benjamin
- Antonino Paone : chauffeur de taxi
- John 'Jo' Mosley : Mr. Holden
- Hillary Holland : l’assistant de Quentin
- Edrick Browne : Crochet à viande
- Erica Fox : Mrs. Holden
- Wil Philip : Officier Ashton
- Brandon Kihl : Technicien d’éclairage[4].

## Production
Le tournage a eu lieu à Lafayette, en Louisiane, aux États-Unis. Le film est sorti le 16 janvier 2010 aux États-Unis, son pays d’origine.

## Réception critique
Le film a reçu des critiques mitigées. Dread Central a donné au film une critique négative, mais a concédé que la distribution fonctionne bien, malgré le script faible.
House of Bones recueille un score d’audience de 19% sur Rotten Tomatoes.